# Adrian von Velen
Adrian von Velen (* um 1540; † nach 1594) war Domherr in Münster.

## Leben
Adrian von Velen entstammte als Sohn des Hermann von Velen und seiner Gemahlin Maria (Margaretha) von Morrien (1523–1596) der westfälischen Adelsfamilie von Velen. Seine Geschwister waren
- Hermann (1544–1611, Hofmarschall und Landdrost)
- Johannes (1556–1616, Domherr in Münster und Landrat)
- Alexander (1556–1630, Hofmarschall und Amtsdroste)
- Reiner († 1561, Domvikar, Vicedominus) und die Kanonissin Elisabeth, Sophia, Anna und Agnes.

Adrians Vater war durch eine geschickte Vermögensbewirtschaftung in der Lage, alle seine Kinder mit einer Präbende zu versorgen.
Am 21. Dezember 1588 nahm Adrian Besitz von Präbenden in Münster und Osnabrück. Ein Jahr später, am 13. November 1589, ernannte ihn das Domkapitel zum Vicedominus. Er verzichtete am 24. Oktober 1594 aus gesundheitlichen Gründen auf das Domkanonikat.
In seinem Testament vom 7. Januar 1594 bezeichnete er seine Brüder Johannes und Hermann als Exekutor.